# 帕加馬的卡律提俄斯
卡律提俄斯（希臘語：Καρύστιος, 前二世紀末人物），他是古希臘的修辭學家，出身帕加馬。
他所有的著作今日都已散失。在他的作品包含《歷史札記》（Ἱστορικα ὑπομνήματα）、《關於戲劇詩人》（Περι διδασκαλιῶν）、《關於蘇塔德斯》（Περι Σωτάδου）等，其中《歷史札記》在阿特納奧斯的《歡宴的智者》中被引用，因此保留一些片段。